# Acacia kraussiana
Acacia kraussiana é uma espécie de leguminosa do gênero Acacia, pertencente à família Fabaceae.